# プブリウス・フリウス・ピルス
プブリウス・フリウス・ピルス（Publius Furius Philus）は共和政ローマのパトリキ（貴族）出身の政治家・軍人。紀元前223年に執政官（コンスル）、紀元前216年に法務官（プラエトル）を務めた。紀元前214年には監察官（ケンソル）に就任したが、任期満了前に死亡した。

## 出自
ピルスはパトリキであるフリウス氏族の出身である。この氏族には、ローマ第二の創建者と言われるマルクス・フリウス・カミッルスを初め、最高官職に付いたものは多い。しかし、フリウス・ピルス家からは彼以前には政務官（マギステル）となったものはいなかった。ピルスの父のプラエノーメン（第一名、個人名）はスプリウス、祖父はマルクスであるが、名前以外は何も分からない。ピルスには息子が一人おり、名前はプブリウスであったと思われるが、ピルスが死去したときにはまだ若年であった。ピルスと以降のフリウス・ピルス家（例えば紀元前136年の執政官ルキウス・フリウス・ピルス）との関連は不明である。

## 執政官（紀元前223年）
紀元前223年、ピルスはプレブス（平民）出身のガイウス・フラミニウスと共に、執政官に就任した。紀元前225年に勃発したガリア人の反乱は3年目に入っていた。両執政官は北イタリアに軍を進めたが、彼らが出征すると直ぐに、ローマの元老院はフラミニウスを解任する方法を考えた。フラミニウスは紀元前232年に護民官として、元老院の相談なく独断で公共土地法を成立させていたために反発を受けていた。
元老院は、フラミウスの後援者が不正を行ったために、前年の執政官選挙は無効であるとし、両執政官に対して召還を求める手紙を出した。しかし、インスブリ族（en）との戦闘の準備が整っていたために、ピルスは戦闘に勝利した後に手紙を開封した。その後ピルスは命令に従ってローマに帰還して執政官職を辞したが、フラミウスはこれを無視して作戦を継続し、ローマに戻って凱旋式を実施し、その後に辞任した。（凱旋式のファスティによれば、フラミウスの凱旋式の2日後にピルスも凱旋式を実施している）

## 法務官（紀元前216年）
ピルスは第二次ポエニ戦争が勃発してから3年後の紀元前216年に法務官（プラエトル・ペレグリヌス：外国人担当プラエトル）に就任した。この年にローマはカンナエの戦いでハンニバルに大敗するが、元老院はピルスと同僚のマニウス・ポンポニウス・マトにローマ市の防衛を命じている。その後ピルスは海軍の指揮を命じられ、マルクス・クラウディウス・マルケッルスから艦隊を受領してアフリカ沿岸に出撃した。しかし沖合いでの戦闘で負傷し、シキリア属州のリリュバイウム（現在のマルサーラ）に戻った。

## 監察官（紀元前214年）
紀元前214年、ピルスはマルクス・アティリウス・レグルスと共に監察官に就任したが、翌年の初め、ルストゥルム（en、監察官は5年ごとに任期1年半で選ばれるが、国勢調査が完了した印として清めの儀式が行われる）の実施前に死亡した。慣例にしたがって、レグルスも同時に辞任している。
任期中に両監察官は当時ローマが経験した悲劇に際して、国家に対する十分な義務を果たさなかった人々を厳しく取り調べた。カンナエの戦いの敗北後、多くの若いノビレス（新貴族）達がイタリアから脱出しようとしており、その中には財務官（クァエストル）のルキウス・カエキリウス・メテッルスが含まれていた。両監察官は彼らの財産を国庫に入れようとした。しかし、このような堕落した行動にもかかわらず、メテッルスは翌年の護民官に選出された。メテッルスは就任すると直ぐに、両執政官を裁判にかけようとしたが、これは同僚護民官に前例がないと阻止された。
ピルスはした時点でアウグル（終身制の鳥占官）でもあった。

## 参考資料

### 古代の記録
- ティトゥス・リウィウス『ローマ建国史』
- ウァレリウス・マクシムス, Factorum ac Dictorum Memorabilium libri IX
- カピトリヌスのファスティ

### 研究書
- Dictionary of Greek and Roman Biography and Mythology, William Smith, Editor.